# Léon Casso
Léon Constantin Victor Casso (en russe Lev Aristidovitch Kasso), né à Paris le 20 juin 1865 et mort le 26 novembre 1914 (9 décembre dans le calendrier grégorien) à Saint-Pétersbourg, est un homme politique russe qui fut ministre de l'Instruction publique de l'Empire russe du 25 septembre 1910 au 26 novembre 1914.

## Biographie

### Formation
Léon Casso naît à Paris dans une famille fortunée qui possède des domaines en Bessarabie. Il étudie au lycée Condorcet et de 1883 à 1885 à l'École de droit de Paris dont il est devient licencié. Il part ensuite étudier le droit à l'université de Heidelberg, puis à l'université de Berlin. Il devient docteur en droit en 1889.
Il s'installe ensuite en Russie, mais pour faire valider ses examens, il doit passer par l'université allemande de Dorpat dont il devient dozent en 1892 avec spécialité sur le droit canon et l'année suivante (1893) il est professeur extraordinaire pour la chaire de droit local des gouvernements d'Estland, de Livonie et de Courlande. Il est enfin docteur en droit de l'université Saint-Vladimir de Kiev en 1895.

### Carrière

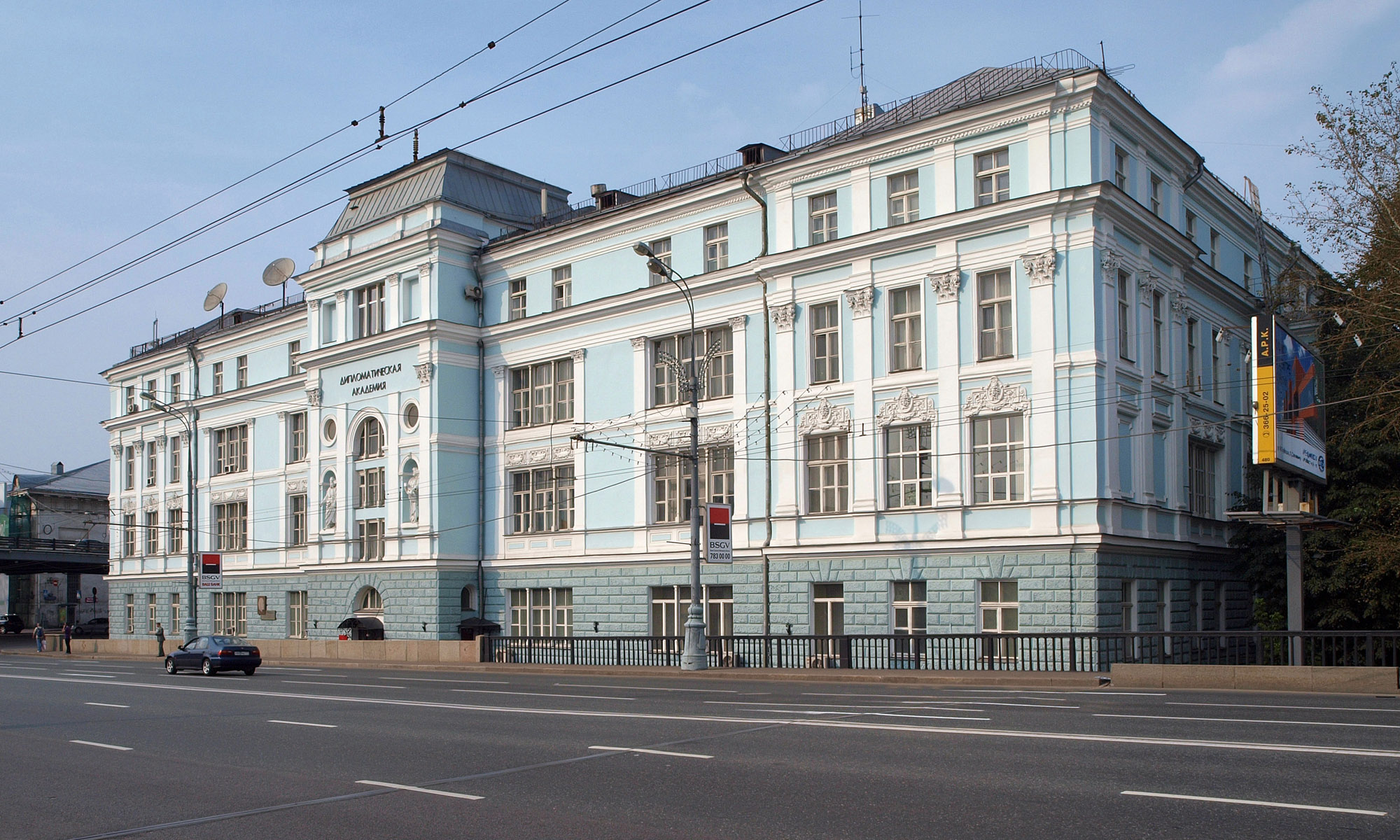
Façade de l'ancien lycée Tsarévitch-Nicolas (aujourd'hui Académie diplomatique)

En 1899, Casso est nommé professeur de droit civil à l'université de Moscou, après avoir passé son doctorat sur l'histoire du droit de la garantie et de la caution dans le droit romain, jusqu'au droit allemand, français, anglais et russe. Il continue ses publications notamment sur le droit byzantin, le droit en Bessarabie, les rapports de la Russie dans les régions danubiennes, et le droit civil en général, etc.
En 1908-1910, il est directeur du lycée Tsarévitch-Nicolas de Moscou.
Sa carrière politique commence le 25 septembre 1910, lorsqu’il est nommé chef de département au ministère de l'Instruction publique et le 2 février suivant ministre de l'Instruction publique dans le cabinet Stolypine, fonction qu'il occupe jusqu'à sa mort en 1914.
Il entre en conflit avec les franges libérales et défend les positions conservatrices prises en réaction à la révolution de 1905. Il augmente ainsi le contrôle de l'État sur les matières enseignées et la façon d'enseigner dans l'enseignement secondaire, limitant l'initiative des enseignants.
Des règles sont prises aussi pour interdire aux écoliers du primaire de se promener seuls dans la rue l'été après 22 heures et l'hiver après 20 heures. Mais c'est surtout dans le domaine de l'enseignement supérieur que sa politique rencontre le plus de critiques. Ce qu'on appellera l'Affaire Casso débute au début de l'année 1911, lorsque la police intervient contre des troubles estudiantins à l'université. Le recteur, Alexandre Manouïlov, donne sa démission en signe de protestation, suivi du vice-recteur Menzbier et du pro-recteur Minakov. Casso accepte leur démission donnant ainsi raison à la police nonobstant le droit d'autonomie de l'université.
Cent trente enseignants (dont vingt-et-un professeurs d'université) aux opinions libérales quittent alors l'université. C'est du jamais vu dans la Russie de l'époque. Un certain nombre d'étudiants considérés comme agitateurs sont renvoyés, certains simplement pour  leurs opinions politiques. Des ligues et unions étudiantes sont dissoutes.

## Publications

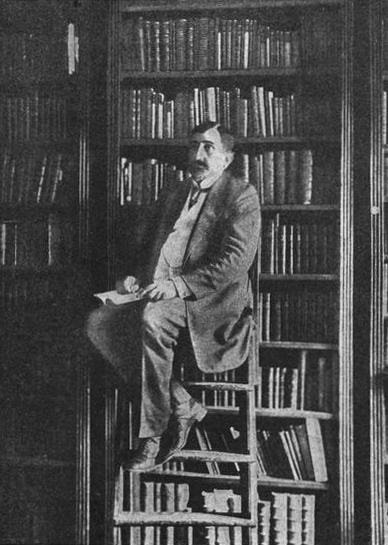
Léon Casso dans sa bibliothèque

- (de) Casso L., Die Haftung des Benefizialerben nach römischem und heutigem Rechte. — Berlin, 1889. (thèse de doctorat)
- Кассо Л. А. Обзор Остзейского права. — Youriev, 1896.
- Кассо Л. А. Общие и местные гражданские законы. — Kharkov, 1896.
- Кассо Л. А. Понятие о залоге в современном праве. — Youriev, 1899. (thèse de doctorat); 2de édition: Moscou, 1999.
- Кассо Л. А. Источники русского гражданского права. — Moscou, 1900.
- Кассо Л. А. Неизвестность хозяина найденной вещи. — Moscou, 1903.
- Кассо Л. А. Здание на чужой земле. — Moscou, 1905.
- Кассо Л. А. Русское поземельное право. — Moscou, 1906.
- Кассо Л. А. Византийское право в Бессарабии. [Le Droit byzantin en Bessarabie] // in: Ученые записки Императорского Лицея цесаревича Николая. Вып. 1. — Moscou, 1907.
- Кассо Л. А. Россия на Дунае и образование Бессарабской области. — Moscou, 1913.
- Кассо Л. А. Петр Манега. Забытый кодификатор Бессарабского права. — Pétrograd, 1914.